# 9482 Rubéndarío
9482 Rubéndarío è un asteroide della fascia principale. Scoperto nel 1960, presenta un'orbita caratterizzata da un semiasse maggiore pari a 2,2899141 au e da un'eccentricità di 0,1857528, inclinata di 2,79894° rispetto all'eclittica.
L'asteroide è dedicato al poeta nicaraguense Rubén Darío.